# Mineral de la Reforma
Mineral de la Reforma là một đô thị thuộc bang Hidalgo, México. Năm 2005, dân số của đô thị này là 68704 người.